# Флаг Чадукасинского сельского поселения
Флаг муниципального образования Чадукасинское сельское поселение Красноармейского района Чувашской Республики Российской Федерации — опознавательно-правовой знак, служащий официальным символом муниципального образования.
Флаг утверждён 27 августа 2009 года и внесён в Государственный геральдический регистр Российской Федерации с присвоением регистрационного номера 5603.

## Описание
«Прямоугольное полотнище с отношением ширины к длине 2:3, воспроизводящее композицию герба Чадукасинского сельского поселения в зелёном, жёлтом и белом цветах».
Геральдическое описание герба гласит: «В зелёном поле тонкий золотой отворённый вправо вилообразный крест с удлинённым левым концом; поверх всего — серебряный восстающий шествующий медведь в серебряном же доспехе — бахтерце, держащий в поднятых над головой передних лапах золотую лиру».

## Обоснование символики
Флаг составлен на основании герба Чадукасинского сельского поселения Красноармейского района, по правилам и соответствующим традициям вексиллологии, и отражает исторические, культурные, социально-экономические, национальные и иные местные традиции.
История края тесно связана с именем великого Уби-батора, основателя этих земель. Поэтому основной фигурой флага является изображение медведя, идущего к месту пересечения дорог. Рубашка из кольчуги, надетая по пояс на медведя, аллегорически подчёркивает храбрость, силу, отвагу, готовность храброго воина сразиться со всеми врагами, защищая свою родину.
Историки пишут, что в эпоху шумеров был город-государство Уби (Уби-Аршак). Можно предположить, что у его жителей существовал обычай давать сыновьям славных родов имя Уби. Так они сохранили имя своего древнего и могучего племени, пришедшего на эти земли.
В чувашском музыкальном фольклоре пласты древнего происхождения имеют значительный удельный вес, и именно они во многом определяют лицо национальной народно-музыкальной системы.
Главным музыкальным богатством, сохранённым чувашским народом по сей день продолжает оставаться песня. Песни Филиппа Мироновича Лукина (1913—1994) композитора, хорового дирижёра, педагога, музыкально-общественного деятеля звучат в народе с 30-годов. Они прочно вошли в репертуар профессиональных и самодеятельных хоровых коллективов и солистов. Всего Лукиным написано около 800 песен. Есть у него и инструментальные пьесы.
Родился он в деревне Сявал-Сирма, которая входит в состав поселения. Талант заслуженного деятеля искусств Чувашской АССР и Дагестана, народного артиста РСФСР, лауреата Сталинской премии был отмечен Чувашией ещё и тем, что в 1989 году он был занесён в Почётную Книгу Трудовой Славы и Героизма Чувашской АССР. На его малой родине открыт музей, получивший звание «народный». Все это нашло отражение на флаге, в котором медведь гордо несёт в лапах лиру, символизируя талант композитора, успевшего оставить богатое наследие, которым гордятся чуваши.
Таким образом, все фигуры флага говорят о том, что чадукасинцы благоговейно относятся к наследию поколений, которые жили до нас. Они помнят, глубоко уважают своего великого земляка, и каждый уголок этой земли связан с его именем.